# Sibel Siber
Sibel Siber (Lefkoşa, 13 de desembre de 1960) és una política turcoxipriota, la primera dona que ocupa el càrrec de Primera Ministra de la República Turca de Xipre del Nord.

## Vida i carrera
És graduada de la Facultat de Medicina Cerrahpaşa de la Universitat d'Istanbul, especialitzada en urologia. Va ser primera ministra de RTXN entre el 13 de juny de 2013, després de la caiguda del govern d'İrsen Küçük per una moció de no confiança, fins al 2 de setembre del mateix any. Just després va ser elegida Presidenta de l'Assemblea Republicana (en turc: Cumhuriyet Meclisi), el parlament de la República Turca de Xipre del Nord, com a segona dona a ocupar aquest càrrec, després de Fatma Ekenoğlu. És diputada de Lefkoşa o Nicosia del Nord.
Està casada amb el Dr. Rifat Siber, també metge, i té dos fills.
Sibel Siber ha publicat un llibre d'assaigs en turc titulat Düşlerim ve Düşüncelerim ("Els meus somnis i els meus pensaments").